# Georg Wolff (Pädagoge)
Georg Wolff (* 1. Oktober 1882 in Berlin; † 5. November 1967 ebenda) war ein deutscher Lehrer und Bildungspolitiker (DDP, LDP).

## Leben
Wolff war zunächst Volksschullehrer, später Gymnasiallehrer am Königstädtischen Gymnasium in Berlin-Mitte. Seit Beginn der Weimarer Republik war er berufs- und bildungspolitisch tätig. 1919 wurde er Vorstandsmitglied des Berliner Lehrervereins und Redakteur der Allgemeinen Deutschen Lehrerzeitung, des Organs des überregionalen Deutschen Lehrervereins (DLV). Von 1925 bis 1933 war Wolff Vorsitzender des DLV. Er war in der Deutschen Demokratischen Partei (DDP) vor allem im Bereich der Kulturpolitik tätig, als Mitglied des Kulturausschusses (1927) und des Parteiausschusses (1929).
Als Kulturpolitiker der DDP und Vorsitzender des Lehrervereins war Wolff an den schul- und bildungspolitischen Diskussionen der Weimarer Republik insbesondere in Berlin beteiligt, so durch die Mitwirkung am ersten Berliner Schulgesetz und zahlreiche Veröffentlichungen und Vorträge. In der Endphase der Weimarer Republik näherte sich Wolff in einigen Vorstellungen dem Nationalsozialismus an und war schließlich 1933 daran beteiligt, den DLV gleichzuschalten, indem er in den Nationalsozialistischen Lehrerbund integriert wurde.
Von 1927 bis 1945 war Wolff Schulrat im Kreis Niederbarnim-Süd. Zu den von ihm beaufsichtigten Schulen gehörte die Landschule in Tiefensee, an der der Reformpädagoge Adolf Reichwein tätig war.
1946 war Wolff Kulturreferent des Landesverbands Berlin der Liberal-Demokratischen Partei Deutschlands und Dozent für Lehrerbildung in Berlin-Weißensee. 1946 wurde er als Mitglied der Berliner Stadtverordnetenversammlung gewählt.

## Schriften
- Einführung in das Studium der Schulpolitik. Beltz, Langensalza 1919, DNB 363108017.
- Die Schule in der Verfassung des Deutschen Reiches. Beltz, Langensalza 1919, DNB 363108068.
- Beamtenprobleme im republikanischen Staate. Beyer, Langensalza 1921, DNB 363108009.
- Grundschulfragen und Grundschulgegner. Zickfeldt, Osterwieck 1923, DNB 363108025.
- Aufbauschule, deutsche Oberschule, Lehrerbildung. Freytag, Leipzig 1923, DNB 363107991.
- Das Reich und die Schule. Vortrag, gehalten auf der Deutschen Lehrerversammlung zu Hamburg am 4. Juni 1925. DLV, Berlin 1925, DNB 578418665.
- Der Sinn der Grundschule. Erweiterter Vortrag, im Grundschulkampfe gehalten auf der Elternversammlung im Großen Schauspielhaus zu Berlin am 23. Juni 1925. Union, Berlin 1925, DNB 363108076.
- Um deutsches Kind und deutsche Zukunft. Eine Auswahl aus Georg Wolffs Reden und Aufsätzen zum 50. Geburtstage Georg Wolffs. Hrsg. von Otto Schulz. Beltz, Langensalza 1932, DNB 578418657.
- Magdeburg 1933. In: Die deutsche Schule. Bd. 37, Nr. 7, 1933, S. 321–326 (urn:nbn:de:0111-bbf-spo-2377824; Bericht über die Gleichschaltung des DLV).
- Zur Liberal-Demokratischen Kulturarbeit. LDP-Parteileitung, Berlin 1948, DNB 364811951 (Digitalisat).
- Deutschland 1948. LDP-Landesverband Thüringen, Weimar 1948, DNB 364811943 (Digitalisat).
- Werbearbeit in der LDP. LDP-Parteileitung, Berlin 1948, DNB 36481196X (Digitalisat).
- Freiheit und Humanität. LDP-Landesverband Thüringen, Weimar 1949, DNB 364349794.